# Amanda Crew

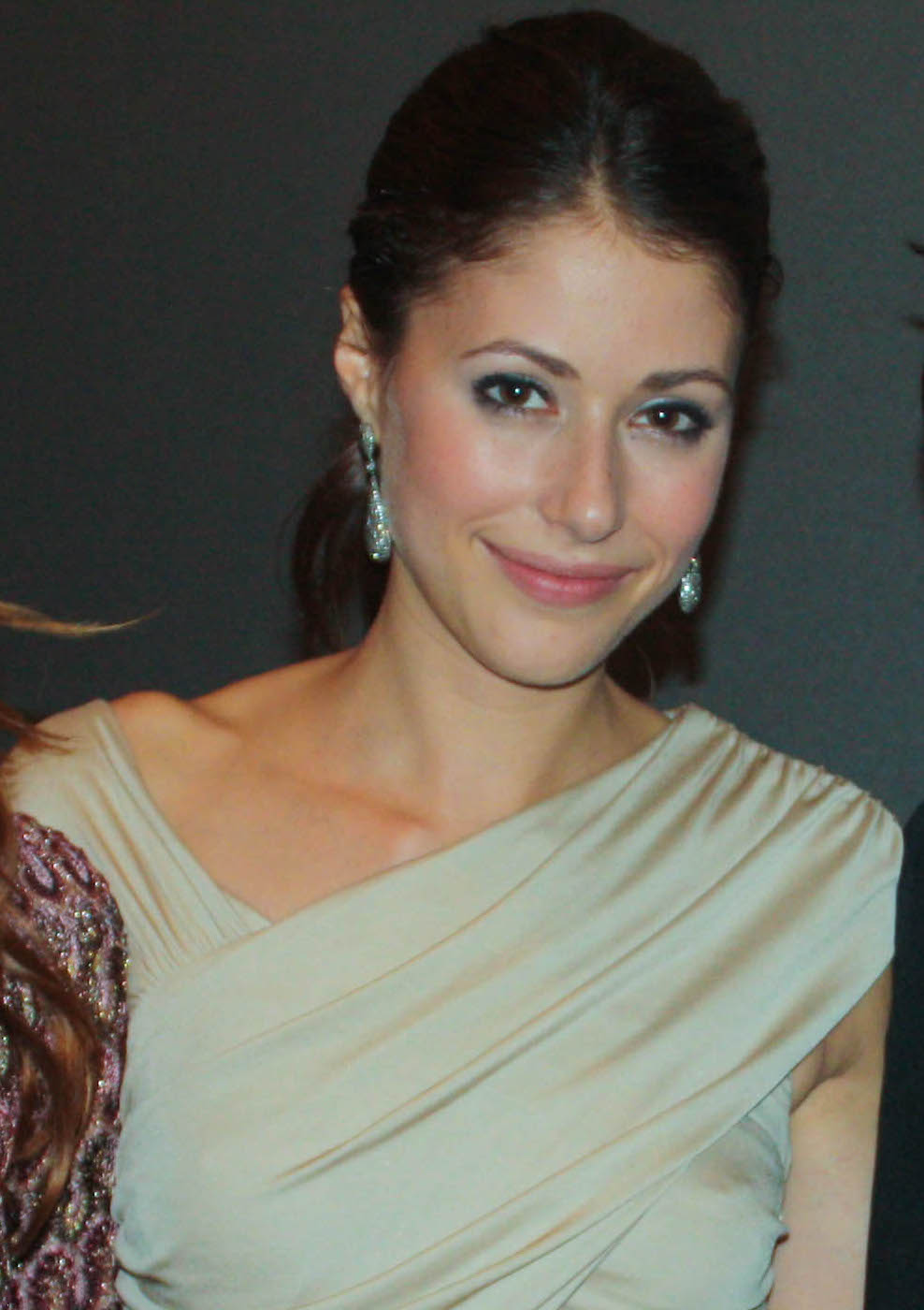
Amanda Crew (2011)

Amanda Crew (* 5. Juni 1986 in Langley, British Columbia, Kanada) ist eine kanadische Schauspielerin.

## Leben
Amanda Crew wurde in Hip-Hop-Tanz und Jazztanz ausgebildet. Sie bekam ihre erste Rolle in dem Musical Dragon Tails, gefolgt von weiteren Rollen des Genres.
2003 begann sie eine Schauspielausbildung an der American Academy of Dramatic Arts (AADA) in New York City und lernte nebenbei auch an der Carousal Theatre School.
Ihren Durchbruch als Darstellerin hatte Crew in der kanadischen Fernsehserie Matchball für die Liebe, spielte aber auch kleinere Rollen in Serien wie Smallville und Life As We Know It. Neben Fernsehproduktionen wirkte sie in einigen Kinofilmen mit, wie beispielsweise in Final Destination 3. Außerdem spielte sie 2010 in dem Film Wie durch ein Wunder die Rolle der Tess Carroll.

## Filmografie (Auswahl)

### Filme
- 2006: Final Destination 3
- 2006: She’s the Man – Voll mein Typ! (She’s The Man)
- 2006: Rache ist sexy (John Tucker Must Die)
- 2006: Meltdown – Days of Destruction (Meltdown, Fernsehfilm)
- 2008: Spritztour (Sex Drive)
- 2008: Auf der Jagd nach der Monster Arche (Monster Ark, Fernsehfilm)
- 2009: Das Haus der Dämonen (The Haunting in Connecticut)
- 2009: The Break-Up Artist
- 2010: Wie durch ein Wunder (Charlie St. Cloud)
- 2010: Repeaters – Tödliche Zeitschleife (Repeaters)
- 2011: Charlie Zone
- 2012: Knife Fight – Die Gier nach Macht (Knife Fight)
- 2013: Jobs
- 2013: Crazy Kind of Love
- 2013: Ferocious – Ruhm hat seinen Preis (Ferocious)
- 2014: The Identical
- 2014: Bad City
- 2015: Weepah Way for Now
- 2015: Für immer Adaline (The Age of Adaline)
- 2016: Zeit für Legenden (Race)
- 2016: Poor Boy
- 2016: Chokeslam
- 2017: Table 19 – Liebe ist fehl am Platz (Table 19)
- 2017: A Crooked Somebody
- 2017: Juggernaut
- 2018: Freaks – Sie sehen aus wie wir (Freaks)
- 2018: Isabelle
- 2019: Tone-Deaf
- 2020: Most Wanted (Target Number One)
- 2023: There’s Something Wrong with the Children
- 2023: Some Other Woman
- 2024: The Move (Kurzfilm)

### Serien
- 2005: Life As We Know It (2 Folgen)
- 2005: Smallville (Folge 4x13)
- 2005–2006: Matchball für die Liebe (15/Love, 23 Folgen)
- 2006–2007: Die Geheimnisse von Whistler (Whistler, 26 Folgen)
- 2011: Suits (Folge 1x08)
- 2014: Motive (Folge 2x01)
- 2014: Math Bites (3 Folgen)
- 2014–2019: Silicon Valley (44 Folgen)
- 2017: Lifeline (2 Folgen)
- 2021: Mr. Corman (Folge 1x05)
- 2025: Watson (3 Folgen)